# Verrey-sous-Salmaise
Verrey-sous-Salmaise is een gemeente in het Franse departement Côte-d'Or (regio Bourgogne-Franche-Comté) en telt 310 inwoners (1999). De plaats maakt deel uit van het arrondissement Montbard.

## Geografie
De oppervlakte van Verrey-sous-Salmaise bedraagt 8,1 km², de bevolkingsdichtheid is 38,3 inwoners per km².
De onderstaande kaart toont de ligging van Verrey-sous-Salmaise met de belangrijkste infrastructuur en aangrenzende gemeenten.

## Demografie
Onderstaande figuur toont het verloop van het inwonertal (bron: INSEE-tellingen).